# Johann Melchior Kambly
Johann Melchior Kambly, auch Kambli oder Camply (* 9. Januar oder 16. Februar 1718 in Zürich; † 12. April 1782 oder 1783 in Potsdam) war ein Schweizer Zierratenbildhauer, Bronzegießer und Kunsttischler.

## Leben
Johann Melchior Kambly stammte aus einem alten ratsfähigen Zürcher Geschlecht und war der Sohn des Kunstschlossers und Uhrmachers Heinrich Kambly (1674–1727) aus dessen zweiter Ehe mit Anna (1683–1754), der Tochter des Obermeisters der Maurerzunft Hans Jakob Schärer aus Schaffhausen. Eine kunsthandwerkliche Ausbildung erhielt er in Schaffhausen bei seinem Onkel, dem Stuckateur und Bildhauer Johann Jakob Schärer (1676–1746), mit anschließender Weiterbildung bei dem Holzbildhauer Johann Konrad Speissegger und dem Goldschmied Johann Konrad Schalch (1742–1819). Nach der Lehrzeit verließ Kambly die Schweiz vermutlich 1744/45, um dem Ruf Friedrichs II. an den preußischen Hof zu folgen. Der Preußenkönig warb zur Verschönerung der Schlösser und Residenzstädte Berlin und Potsdam um Künstler und Kunsthandwerker, für die in der Regierungszeit des Soldatenkönigs Friedrich Wilhelm I. durch dessen pragmatisch ausgerichtete Architektur und Ausstattung kein Bedarf bestanden hatte. Da die Meisten neue Betätigung außerhalb Brandenburgs gesucht hatten, konnte Friedrich II. auf nur wenige heimische Werkstätten zurückgreifen.
Kamblys Tätigkeit in Potsdam ist erstmals über ein Schriftstück vom Mai 1745 belegt, in dem er acht Kapitelle für das Sommerschloss Sanssouci in Rechnung stellte. Unter den renommierten Kunsthandwerkern etablierte er sich in Potsdam innerhalb weniger Jahre. Dabei kam ihm nicht zuletzt die vielseitige Ausbildung zugute, die ihm die Arbeit mit verschiedenen Materialien und Techniken ermöglichte. So wurde er an der künstlerischen Ausgestaltung zahlreicher Gebäude beteiligt. Nach sechsjährigem Aufenthalt in Preußen bat er beim König um Erlaubnis, eine in hiesigen Landen noch nicht befindliche Fabrik von Bronze dorée [vergoldete Bronze] Arbeit daselbst anzulegen, die ihm am 16. Februar 1752 genehmigt wurde. Obwohl Kambly bis zu seinem Tod in Preußen blieb und ausschließlich im Potsdamer Raum tätig war, ließ er 1750 in der Schweiz die Mitgliedschaft in der väterlichen Schmiedezunft erneuern und ebenso 1772 für sich und seine Söhne das Zürcher Bürgerrecht. Nach seinem Tod 1783 übernahm der 1750 in Potsdam geborene Sohn Heinrich Friedrich die Werkstatt des Vaters. 1995 ehrte ihn die brandenburgische Landeshauptstadt im Wohngebiet Kirchsteigfeld mit der Kamblystraße.
Johann Melchior Kambly heiratete 1744 in Berlin Elisabeth Brisko (1723–nach 1785) aus Groß Schönebeck, Tochter des Guts- und Schäfereipächters auf der Schorfheide Peter Brisko. Von seinen dreizehn Kindern traten zwei Söhne in die Fußstapfen des Vaters. Neben seinem Nachfolger in Potsdam, Heinrich Friedrich (1750–1801), erlernte auch der ältere, 1745 geborene Melchior einen künstlerischen Beruf und wirkte als Bildhauer in Zürich, wo auch Kamblys Bruder Sixtus (1706–1768) als Kunstschmied arbeitete. Seine Schwiegersöhne waren der Architekt Christian Valentin Schultze (1748–1831) und der Bildhauer Constantin Philipp Georg Sartori.

## Leistungen

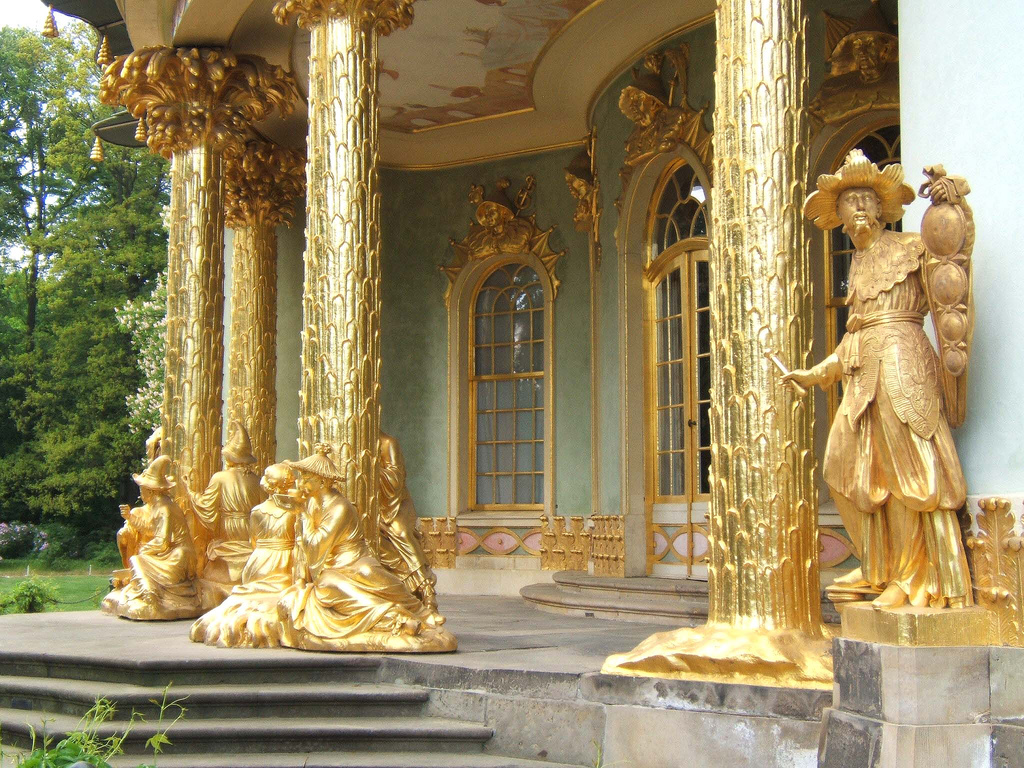
Der von Kambly gestaltete Eingangsbereich des Chinesischen Hauses

Nach dem Eintritt in preußische Dienste wirkte Johann Melchior Kambly zunächst am Bauschmuck des zwischen 1745 und 1747 errichteten Schlosses Sanssouci mit, fast zeitgleich aber auch an der Neugestaltung der Wohnung des Königs, der sogenannten Friedrichswohnung, im Potsdamer Stadtschloss sowie an Nebengebäuden und Gartenpavillons im Park Sanssouci und dem zwischen 1763 und 1770 errichteten Gästeschloss Neues Palais am Westrand der Parkanlage. Auch in der Stadt Potsdam trug er zur bildhauerischen Ausschmückung einiger Gebäude bei. Seine letzten belegten Arbeiten erfolgten 1781 am Reit- und Exerzierhaus – der sogenannte „Lange Stall“ –, wo er an den Bauplastiken am Kopfbau mitwirkte.
Kambly fertigte an Bildhauerarbeiten vor allem ornamentalen Bauschmuck wie Kapitelle für Säulen- und Pilaster, Attikavasen und Fensterverzierungen. Ebenso erhielt er Aufträge zur Mitarbeit an der Ausgestaltung von Schlossräumen und der kunstvollen Dekorierung von Kommoden, Schreibtischen, Schränken, Standuhren, Notenpulten, Bilder- und Spiegelrahmen. In der Möbelkunst spezialisierte er sich auf Schildpattfurnier in der Technik des André-Charles Boulle, nur ohne eingelegte Metallmarketerie, und verzierte sie mit ziselierten Beschlägen und vollplastischen Figurendarstellungen aus feuervergoldeten oder versilberten Bronzen, die er in seiner Werkstatt anfertigen ließ. Ein weiteres Spezialgebiet waren seine feinen Steinarbeiten, vor allem Inkrustationen in der Art der Florentiner Pietra-dura-Mosaike, die, ähnlich einer Holzmarketerie, aus flachen Steinplättchen gelegt werden.
Viele seiner Werke entstanden in Zusammenarbeit mit anderen Künstlern, die nach Preußen kamen, wie den Brüdern Johann Michael Hoppenhaupt und Johann Christian Hoppenhaupt sowie den aus Bayreuth stammenden Brüdern Johann Friedrich Spindler und Heinrich Wilhelm Spindler, sodass eine genaue Zuordnung der einzelnen Arbeiten oft nur durch alte Schriftstücke möglich ist. Kambly war neben diesen Künstlerkollegen einer der bedeutendsten in der Entwicklung des „Friderizianischen Rokoko“ und stand durch sein handwerkliches Können der zeitgenössischen französischen Möbelkunst in nichts nach. Von seinen Arbeiten sind nicht wenige infolge des Zweiten Weltkriegs zerstört worden oder gelten als verschollen. Nachweislich von Kambly sind heute noch 15 Möbelstücke im Schloss Sanssouci, dem Neuen Palais, den Neuen Kammern und im Chinesischen Haus vorhanden. Sie sind entweder mit Schildpatt oder Zedernholz furniert und aufwändig mit vergoldeten oder versilberten Bronzen geschmückt.

## Werke (Auswahl)
- Schloss Sanssouci, Potsdam:
  - Verschiedene Steinbildhauerarbeiten am Außengebäude, 1745 bis 1747
  - Marmorsaal: Pilaster- und Säulenkapitelle, 1747
  - Audienz- oder Speisezimmer: Fünfteiliger Vasensatz aus Jaspis mit vergoldeten Bronzeverzierungen, um 1770–1773 (ursprünglich in den Neuen Kammern, seit 1782 im Schloss)
  - Verschiedene Möbelstücke. Noch vorhanden sind einige Bilder- und Spiegelrahmen, die Kopie eines Pariser Dokumentenschranks aus Zedernholz mit vergoldeten Bronzen, 1749 und ein Notenpult mit Schildpattfurnier, Perlmutt- und Elfenbeineinlagen sowie vergoldeten Bronzebeschlägen, 1767

- Neues Palais
  - Verschiedene Steinbildhauerarbeiten, 1763–1769
  - Geschnitzte Verzierungen im Schreibkabinett Friedrichs II.

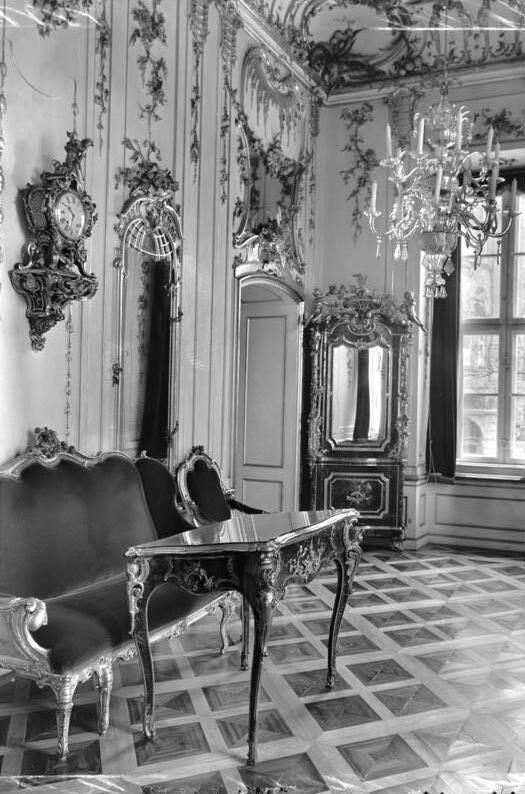
Der noch erhaltene Schreibtisch und Eckschrank im Schreibkabinett des Potsdamer Stadtschlosses, 1928

  - Vergoldete Säulen- und Pilasterkapitelle, 1766
  - Verschiedene Möbelstücke. Noch vorhanden sind zwei Standuhren, 1763; Schreibtisch, Eckschrank, drei Kommoden (s. Drei-Grazien-Kommode), zwischen 1763 und 1769; Gestell mit Aufsatz für einen Florentiner Mosaikschrank, zwischen 1768 und 1770; Schreibtisch, zwischen 1765 und 1770
    - Kommode aus Schildpatt mit vergoldeten Beschlägen[5]
    - Standuhr mit Musikwerk aus Schildpatt mit vergoldeten Beschlägen[6]
    - Rückseite eines Schreibtisches mit schräger Platte aus Schildpatt mit vergoldeten Beschlägen[7]

- Neue Kammern
  - Ein Teil der Holzbildhauerarbeiten, 1771–1775
  - Wand- und Bodenarbeiten im Jaspissaal, 1771–1775

- Chinesisches Haus
  - 12 Palmenbäume aus vergoldetem Sandstein, 1754/56
  - Standuhr

- Park Sanssouci
  - Mitarbeit an der Marmorkolonnade im Rehgarten, 1751–1762 (1797 abgebrochen)
  - Mitarbeit an 12 Marmorvasen auf der Puttenmauer im östlichen Teil des Parks, nach Entwürfen von Johann Wilhelm Meil (1733–1805), 1764–1766
  - Verschiedene Steinbildhauerarbeiten am Belvedere auf dem Klausberg, 1770–1772

- Potsdamer Stadtschloss (zerstört)
  - Vergoldete Säulen- und Pilasterkapitelle, 1749
  - Vergoldetes Gitter der Fahnentreppe, 1750
  - Dekorationen im Speisesaal „Bronzesaal“
  - ein Teil der Ausstattung für das „Schaffgotsche Zimmer“, später „Oranische Kammern“, 1756
  - Verschiedene Möbelstücke im Musikzimmer und im Arbeitszimmer Friedrichs des Großen.
    - Ein Notenständer aus Schildpatt mit Perlmutteinlagen und vergoldeten Beschlägen,[8] 1767
    - Ein Schreibtisch mit schräger Platte aus Schildpatt mit vergoldeten Beschlägen,[9] 1756
(beide Stücke heute im Neuen Palais) sowie ein Eckschrank, 1756 (heute Neue Kammern)

- Stadt Potsdam
  - Zwei Obelisken am Neustädter Tor in Zusammenarbeit mit Benjamin Giese nach einem Entwurf von Georg Wenzeslaus von Knobelsdorff, 1753 (Tor im April 1945 zerstört, nur ein Obelisk erhalten)
  - Mitarbeit an der Fassade und Arkaden der 1795 abgebrannten Kirche St. Nikolai, 1753
  - Mitarbeit am Obelisk auf dem Alten Markt, 1753
  - Mitarbeit an der Fassadenverschönerung der Potsdamer Häuser Breite Straße 3/4, 1751 und dem Plögerschen Gasthof in der Schloßstraße 7, 1754
  - Mitarbeit am Bauschmuck des „Langen Stalls“, 1781